# Cornelio Bentivoglio (Kardinal)

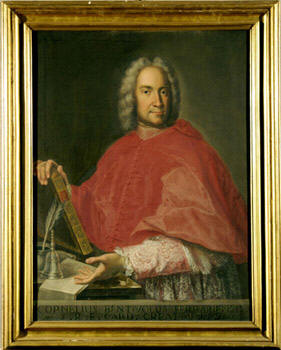
Kardinal Cornelio Bentivoglio

Marco Cornelio Bentivoglio d’Aragona, Pseudonym Selvaggio Porpora (* 27. März 1668 in Ferrara; † 30. Dezember 1732 in Rom) war ein italienischer Kurienkardinal.

## Leben
Er entstammte der einflussreichen Familie Bentivoglio aus Bologna und war das fünfte von sieben Kindern des Ippolito Bentivoglio und dessen Ehefrau Lucrezia Pio di Savoia. Cornelio Bentivoglio war ein Großneffe von Kardinal Guido Bentivoglio. Er studierte an der Universität Ferrara, wo er am 6. Dezember 1701 zum Doctor iuris utriusque promoviert wurde. Schon früh zog er nach Rom, wo er 1698 Präsident der Accademia degli Intrepidi wurde. Am 1. Juni 1702 wurde er Referendar an den Gerichtshöfen der Apostolischen Signatur. Da ihm das Amt eines Auditors der Römischen Rota versagt blieb, entschädigte Papst Clemens XI. ihn am 30. September 1706 mit der Ernennung zum Kleriker der Apostolischen Kammer.
Am 29. November 1711 wurde er Subdiakon und empfing am 8. Dezember 1711 die Diakonen- und am 28. Dezember desselben Jahres die Priesterweihe. Am 16. März 1712 wurde er zum Titularerzbischof von Cartagine (Karthago) ernannt. Die Bischofsweihe spendete ihm am 3. April 1712 in der römischen Kirche Santa Maria in Vallicella Kardinal Fabrizio Paolucci; Mitkonsekratoren waren Kurienerzbischof Pier Marcellino Corradini und Domenico de Zaoli, ehemaliger Bischof von Veroli. Cornelio Bentivoglio wurde am 20. Mai 1712 zum Nuntius in Frankreich ernannt. Sein – zuweilen undiplomatisches – Beharren auf der Durchsetzung der Bulle Unigenitus Dei filius von 1713, mit der der Jansenismus verurteilt worden war, missfiel dem Herzog von Orléans Philipp II., der nach dem Tode Ludwigs XIV. (1715) Regent von Frankreich war, und so wurde Cornelio Bentivoglio aus der Nuntiatur abberufen und es wurde ihm auferlegt, in Ferrara zu bleiben.
Im Konsistorium vom 29. November 1719 erhob Papst Clemens XI. ihn zum Kardinalpriester und verlieh ihm am 15. April 1720 den Kardinalshut sowie die Titelkirche San Girolamo degli Schiavoni. Cornelio Bentivoglio war seit dem 20. März 1720 Legat in der Romagna und blieb dies bis zum Januar 1727. Er nahm am Konklave 1721 teil, bei dem Papst Innozenz XIII. gewählt wurde. Auch beim Konklave 1724, aus dem Benedikt XIII. als Papst hervorging, war er unter den wahlberechtigten Kardinälen. Im Jahre 1726 wurde Cornelio Bentivoglio Bevollmächtigter Minister des Königreichs Spanien, diese Position behielt er bis zu seinem Tod. Vom 20. Januar 1727 bis zum 26. Januar 1728 war er Kämmerer des Heiligen Kardinalskollegiums. Am 25. Juni 1727 wechselte er zur Titelkirche Santa Cecilia. Er war Teilnehmer am Konklave 1730, das Clemens XII. zum Papst wählte, und brachte im Konklave die Exklusive des spanischen Königs Philipp V. gegen die Wahl der Kardinäle Giuseppe Renato Imperiali und Antonio Felice Zondadari vor.
Cornelio Bentivoglio betätigte sich auch als Schriftsteller, er übersetzte unter dem Pseudonym Selvaggio Porpora das Epos Thebais des Publius Papinius Statius aus dem Lateinischen ins Italienische. Der Accademia della Crusca in Florenz gehörte er seit 1699 an. Er starb in Rom und wurde in seiner Titelkirche Santa Cecilia in Trastevere beigesetzt.